# Murazzano
Murazzano este o comună în Provincia Cuneo, Italia. În anul 2011 avea o populație de 842 de locuitori.

## Demografie
Murazzano - evoluția demografică

|  | Graficele sunt indisponibile din cauza unor probleme tehnice. Mai multe informații se găsesc la Phabricator și la wiki-ul MediaWiki. |

Date: Recensăminte sau birourile de statistică - grafică realizată de Wikipedia